# The Lion King: Simba's Mighty Adventure
The Lion King: The Adventures of the Mighty Simba (дослівно «Король Лев: Пригоди могутнього Сімби») — платформна відеогра з 3D-графікою, розроблена компанією Paradox Development і опублікована Activision для консолі PlayStation у 2000 році в США. Наступного року гру було перекладено кількома мовами та випущено в локалізованих версіях у європейських країнах. Існує також видання гри для Game Boy Color, яке було випущено майже одночасно, хоча воно зазвичай вважається конверсією, насправді це зовсім інша гра.

## Загальні відомості
The Lion King: The Adventures of the Mighty Simba — це продовження відеогри Disney The Lion King, яка мала великий успіх у 16-бітну еру. Ця гра була створена зовсім іншою компанією та командою, хоча багато елементів оригіналу все одно було враховано при розробці ігрової механіки. Ця відеогра також була першою і на сьогоднішній день єдиною відеогрою The Lion King, яка використовує 3D-графіку. Незважаючи на це, ігровий процес змінюється між рівнями, деякі є тривимірними з фіксованою камерою, а інші зберігають класичний двовимірний стиль із видом збоку.
Сюжет гри розповідає про життя головного героя, лева Сімбиу, і є поєднанням сюжетів фільмів «Король Лев» і його продовження «Король Лев II». Як і в першій грі, Сімба спочатку дитинча, але на наступних рівнях він стає дорослим левом. Відеогра складається з дев'яти рівнів, перші п'ять засновані на першому фільмі, а останні чотири відповідають сценам з другого фільму. Використовуючи переваги можливостей PlayStation, було додано численні відеокліпи, взяті безпосередньо з обох художніх фільмів і показані як вступ, а потім як завершення кожного рівня.
Гра також містить велику кількість записаних голосів персонажів, які використовувалися під час основної гри, в англійській версії ці голоси є діалогами, взятими безпосередньо з фільму, на додаток до нових діалогів, записаних для навчальних посібників і подій гри. Європейські версії виділяються тим, що повністю дубльовано гру на відповідні мови кожної країни, включаючи тексти та голоси персонажів. Музика в грі абсолютно оригінальна, хоча вона зберігає традиційний африканський стиль, який характеризує франшизу.
The Lion King: Simba's Mighty Adventure була випущена одночасно наприкінці 2000 року в Сполучених Штатах у двох версіях: одна для PlayStation, а друга для Game Boy Color. Обидві ігри значно відрізняються, але зберігають основну передумову про те, що головним героєм є Сімба та поєднуються історії двох фільмів. У 2001 році були запущені європейські версії (PAL) ігри, які були локалізовані різними мовами для Англії, Іспанії, Нідерландів, Італії та Німеччини. У 2004 році вона була повторно випущена в Сполучених Штатах у колекційному пакеті Disney's Collector's Edition разом із двома іншими іграми Disney, Toy Story 2: Buzz Lightyear to the Rescue! і Walt Disney World Quest: Magical Racing Tour .

## Ігровий процес

### Аргумент
Гра точно повторює історію фільмів Діснея «Король Лев» і «Король Лев II» . Головний герой — маленьке левеня Сімба, який живе на величезній території в Африці, відомій як Прайд-лендс. Сімба провів щасливе дитинство на Королівській скелі до того дня, як його злий дядько Шрам вирішив захопити королівство та втілив у життя план, згідно з яким Сімба потрапляє в люту тисняву антилоп гну. Сімбу від тисняви рятує його батько, король Муфаса, але його вбиває Шрам, який також наказує своїм підлеглим, гієнам, добити маленького принца. Сімбі вдається перехитрити гієн і він тікає з королівства.
Під час вигнання Сімбу рятують Тімон і Пумба, які забирають його жити в райське місце та навчають виживати, їдячи лише жуків. Сімба веде спокійне і безтурботне життя і з часом стає дорослим левом. Через деякий час старий Рафікі виявляє, що Сімба все ще живий, і йому вдається поговорити з духом свого батька, і він вирішує повернутися до них спустошені землі, щоб кинути виклик Шраму та повернути свій законний трон.
Після падіння Шраму починається правління Сімби, і Землі Прайду знову стають процвітаючим місцем для всіх тварин. Через деякий час з'являється нова загроза — група левів, вірних Шраму, на чолі зі злою Зірою, яких називають «чужими». Як покарання Сімба вигнав їх до «Чужих земель», але Зіра виношувала план повернення, щоб помститися за Шрама та знищити Сімбу.